# Ciclismo ai Giochi della XIX Olimpiade
Le competizioni di ciclismo dei Giochi della XIX Olimpiade si svolsero in Messico dal 17 al 21 ottobre 1968, al Velódromo Olímpico Agustín Melgar le competizioni su pista, mentre le competizioni su strada si svolsero nei giorni 15 e 23 ottobre 1968 a Città del Messico.
Come a Tokyo 1964 si disputarono sette prove.

## Podi

### Uomini
| Evento                              | Oro                                                                 | Prestazione | Argento                                                                   | Prestazione | Bronzo                                                                         | Prestazione |
| Ciclismo su strada                  |                                                                     |             |                                                                           |             |                                                                                |             |
| Corsa in linea (dettagli)           | Pierfranco Vianelli                                                 | 4h41'25"    | Leif Mortensen                                                            | a 1'24"     | Gösta Pettersson                                                               | a 1'50"     |
| Cronometro a squadre (dettagli)     | Paesi Bassi Joop Zoetemelk Fedor den Hertog Jan Krekels René Pijnen | 2h07'49"    | Svezia Sture Pettersson Tomas Pettersson Erik Pettersson Gösta Pettersson | a 1'37"     | Italia Pierfranco Vianelli Giovanni Bramucci Vittorio Marcelli Mauro Simonetti | a 2'29"     |
| Ciclismo su pista                   |                                                                     |             |                                                                           |             |                                                                                |             |
| Inseguimento individuale (dettagli) | Daniel Rebillard                                                    |             | Mogens Frey                                                               |             | Xaver Kurmann                                                                  |             |
| Inseguimento a squadre (dettagli)   | Danimarca Per Jørgensen Reno Olsen Gunnar Asmussen Mogens Frey      |             | Germania Ovest Karl Link Udo Hempel Karlheinz Henrichs Jürgen Kissner     |             | Italia Luigi Roncaglia Lorenzo Bosisio Cipriano Chemello Giorgio Morbiato      |             |
| Velocità individuale (dettagli)     | Daniel Morelon                                                      |             | Giordano Turrini                                                          |             | Pierre Trentin                                                                 |             |
| Km da fermo (dettagli)              | Pierre Trentin                                                      | 1'03"91     | Niels Fredborg                                                            | a 0"70      | Janusz Kierzkowski                                                             | a 0"72      |
| Tandem (dettagli)                   | Francia Daniel Morelon Pierre Trentin                               |             | Paesi Bassi Leijn Loevesijn Jan Jansen                                    |             | Belgio Daniel Goens Robert van Lancker                                         |             |

## Medagliere
| Pos.   | Paese          | Oro | Argento | Bronzo | Totale |
| ------ | -------------- | --- | ------- | ------ | ------ |
| 1      | Francia        | 4   | 0       | 1      | 5      |
| 2      | Danimarca      | 1   | 3       | 0      | 4      |
| 3      | Italia         | 1   | 1       | 2      | 4      |
| 4      | Paesi Bassi    | 1   | 1       | 0      | 2      |
| 5      | Svezia         | 0   | 1       | 1      | 2      |
| 6      | Germania Ovest | 0   | 1       | 0      | 1      |
| 7      | Belgio         | 0   | 0       | 1      | 1      |
| 7      | Polonia        | 0   | 0       | 1      | 1      |
| 7      | Svizzera       | 0   | 0       | 1      | 1      |
| Totale | Totale         | 7   | 7       | 7      | 21     |